# Рафаель Лопес Ґассо
Рафаель Лопес Ґассо (ісп. Rafael López Gazzo) — іспанський, андалузький підприємець, президент спортивного товариства «Міранділла КД», який став наступником клубу «Кадіс КФ» із міста Кадіс. Об'єднав клуб коледжу «Міранділла КД» із доісторичним клубом «Кадіс ФК», а члени правління обрали його керманичем з поміж себе і він став, 6-й та 10-й за ліком, президентом головного футбольного клубу побережжя Кадіської затоки.

## Життєпис
Рафаель Лопес Ґассо був із числа андалузької знаті, бо лише таким родинам доручалося кермування спортивними тогочасними клубами. Його предки були мали чимало нерухомості та підприємцями, відтак і Рафаелю Лопес Ґассо випало продовжити їх справи. Але ще замолоду він був активною особистістю, захоплювався спортом, а коли добирали нових членів до спортивного Футбольного клубу «Міранділла КД», Рафаеля Лопес Ґассо запросили в його акціонери-партнери, а пізніше, в 1932 році ще й обрали президентом кадісців (де він більш як 10 років присвятив активному управлінню клубом)
Головний набуток Рафаеля Лопес Ґассо, стало поглинання залишків доісторичної футбольної команди «Кадіс КФ» та просування «Міранділльї КД» до перших професійних іспанських та регіональних андалузьких футбольних турнірів. В два заходи він опікувався футбольною командою, її футболісти вже не обмежувалися одними товариськими іграми, а вже систематично брали участь у турнірах та ним була вибудована система тренувань команди. Окрім того, він пролонгував домовленість з муніципалітетом, щодо побудови власного футбольного стадіону, а муніципалітет став акціонером тієї споруди. Тому поміж звичної в народі назви  «Стадіон Міранділла» (Stadium Mirandilla) він носив гучне наймення "Муніципальний Стадіон де Депортес Міранділла». 
В часі його каденції, нагальним постало питання назви клубу, оскільки вболівальники вимагали змінити її на звичну для тих часів форму - присутність назви міста в найменні клубу. На відміну від своїх попередників Рафаель Лопес Ґассо погодився на заміну назви — «Кадісу КФ», ба більше, він був локомотивом всіх цих змін. Після полишення поста президента клубу в 1933 році Рафаель повернувся до своїх фінансових справ, але залишався активним співвласником в директораті клубу.
На початку 1936 року розгорнулася маштабна фінансово-управлінська криза в «Міранділльї», цим і скористався Рафаель Лопес Ґассо: очоливши коміткер/комісію з реструктуризації боргів та становленню клубу, він перше що зробив - наполіг на зміні назви. Саме в березні 1936 року він почав адміністративні реформи в клубі. А вже влітку 1936 року відбулися загальні збори сосіос клубу, які й легітимінували рішення комісії й офіційно затвердили назву, кольори та структуру клубу «Кадіс Футбол Клуб». Після цього Рафаель повернувся до свого бізнесу, час від часу сприяючи команді.
Вдруге Рафаеля Лопес Ґассо було обрано президентом в 1939 році, опісля громадянської війни. Саме за його сприяння вдалося протиснути клуб до Сегунди (далися взнаки знайомство з високими чинами та військовиками при генералісімусі Франко). Саме той рік був найуспішнішим на початках клубу, адже їм лише дещиці не вистачило, щоби пробитися до числа найсильніших команд Іспанії - Ла-Ліги. Лише прикрі поразки в фінальному турнірі (на підвищення в класі) зуміли зупинити поступ кадісців. Сезон 1940-41 року виявився ще невдалішим, команда заледве втрималася в Сегунді, це спонукало Рафаеля Лопес Ґассо поступитися місцем новому поколінню кадісців.